# چورزق
چورزق یکی از شهرهای ایران در استان زنجان است. این شهر مرکز بخش چورزق در شهرستان طارم است.  مردم این شهر به زبان ترکی آذربایجانی سخن می‌گویند.

## معرفی
شهر چورزق در مختصات ۳۷ درجه عرض شمالی و ۴۸ درجه و ۴۶ دقیقه طول جغرافیایی با محدوده شهری به مساحت ۴۶٫۰۹ هکتار در شمال استان زنجان واقع شده‌است و به دلیل محصور بودن بافت مکانی منطقه آن دارای آب هوای نیمه گرمسیری با تابستان‌های گرم و زمستانهای معتدل می‌باشد. با وجود رودخانه قزل اوزن، رودخانه فصلی حسن غیب و چشمه‌های مختلف، کشاورزی در آن از رونق خاصی برخوردار است بطوری که اقتصاد شهر بر پایه کشاورزی استوار بوده و محصولات زراعی آن بصورت نوبرانه به بازارهای مصرف داخل و خارج استان ارائه می‌گردد. با بازگشایی و بهره‌برداری از محور مواصلاتی تهم – چورزق در سالهای اخیر تعداد مسافرت در سطح شهرستان افزایش یافته‌است. با احداث بازارچه‌های محلی این شهر می‌تواند به مرکز عرضه و فروش محصولات کشاورزی شهرستان بدل شود. از جمله محصولات زراعی و باغی این شهر می‌توان به انار، زیتون، گردو، انگور، هلو، شلیل، سیر، سیب زمینی، پیاز، و برنج اشاره کرد.
شهر چورزق به به دلیل عبور رودخانه قزل اوزن از شمال و رودخانه حسن غیب از غرب آن از جاذبه‌های گردشگری و طبیعی با ارزشی برخوردار است که نیاز به توجه نهادهای ذیربط دارند. وجود باغات متعدد در ضلع غربی آن و امامزاده در حاشیه رودخانه حسن غیب به جاذبه‌های گردشگری آن افزوده‌است. البته امامزاده بعلت عدم توجه نهادهای ذیربط در حال تخریب است و نیاز به مرمت و بازسازی دارد.